# علي تجويدي
علي تجويدي (7 نوفمبر 1919 - 15 مارس 2006) هو موسيقي وملحن إيراني، وأستاذاً للموسيقى في جامعة طهران، وأستاذاً في المعهد الوطني للموسيقى في العاصمة طهران لسنوات عديدة. قام بتأليف أكثر من 150 أغنية، كما اكتشف العديد من الفنانين مثل دلكاش وهایده. كما عمل مع العديد من مشاهير المطربين في إيران مثل مرضيه وحمیرا.
درس الموسيقى مع حسین یاحقی وأبو الحسن صبا. علي تجويدي الكوندكتر للأوركسترا جُلها (بالفارسیة: گلها) في إذاعة طهران.

## الأغاني الشهيرة
من الأغاني الشهيرة لتجویدی: 
- سنگ خارا (صخرة الصوان).
- رفتم (رِحلتٰ).
- آتش کاروان (حریق المخیم).

## وصلات خارجية
- علي تجویدی على التلفزيون الوطني في بلاد فارس (الفيديو)
- في ذاكرة علي تجويدي نسخة محفوظة 17 فبراير 2020 على موقع واي باك مشين.
- آتش کاروان (حریق المخیم): قطعة شهيرة لعلي تجويدي